# 沙溪薩瓦納鰍
沙溪薩瓦納鰍為輻鰭魚綱鯉形目鰍科的其中一種，為溫帶淡水魚，分布於歐洲羅馬尼亞亞洛米察河及Siret河流域，體長可達9公分，棲息在沙底質、水質清澈且流動的底層水域，生活習性不明。

## 扩展阅读
維基物種上的相關：沙溪薩瓦納鰍